# Chiesa di Sant'Ubaldo (Cantiano)
La chiesa di Sant'Ubaldo è una chiesa di Cantiano, ubicata presso la cima del colle omonimo e sovrastante la cittadina.

## Storia
La costruzione venne dedicata a sant'Ubaldo, che fu vescovo di Gubbio, di cui ancor oggi è patrono assieme a tutta la diocesi eugubina, nel cui territorio Cantiano è ascritta da più di mille anni. Costruita nei primi anni del XIII secolo sul piazzale antistante l'entrata del castello dei Gabrielli, la chiesa, pur rimaneggiata nei secoli successivi, conserva ancora intatto l'impianto basilicale. Uno stretto legame la unisce ai fedeli di Cantiano che la rendono ogni anno il centro dei riti liturgici della Quaresima e della Settimana Santa. In effetti, la stessa Turba, famosa Sacra Rappresentazione che si inscena a Cantiano ogni Venerdì Santo, termina al di sopra della chiesa stessa tra i ruderi del castello. Fu infatti per secoli sede della Compagnia del Buon Gesù ed ospitò anche le confraternite dei flagellanti, dei battuti e dei disciplinati, legando così il luogo al culto della Passione di Cristo.

## Descrizione
All'interno della chiesa si conservano: un prezioso simulacro ligneo di Gesù crocefisso, opera di mastro Bernardino di Ottavio Dolci di Casteldurante che lo scolpì nel 1537; una preziosa statua lignea barocca di scuola napoletana, scolpita alla fine del XVI secolo, raffigurante il Cristo risorto; l'altare maggiore, in legno indorato, è abbellito al centro dalla raffigurazione della  Circoncisione di Gesù, affiancata lateralmente dalle effigi dei santi Ubaldo e Bernardino da Siena tutte attribuite al pittore eugubino Giovanni Baldassini (1534-1601); sopra l'altar maggiore, l'ultima cena di Ventura Mazza da Cantiano, allievo del Barocci (1560-1638).